# Западна Екваторија
Западна Екваторија (енгл. Western Equatoria и арап. غرب الاستوائية) била је један од три вилајета у регији Екваторија у Јужном Судану, а након 2011. и независности Јужног Судана држава.
Западна Екваторија престала је да постоји 2015, када је Јужни Судан подељен на 28 нових држава.

## Одлике
Налазила се у западном делу регије Екваторија на граници са Централноафричком Републиком и ДР Конгом. Захватала је површину од 79.319 км², на којој је живело око 1.750.000 становника. Просечна густина насељености била је 22 стан./км². Главни град Западне Екваторије био је Јамбјо.

## Подела
Западна Екваторија је била подељена на десет округа:
- Јамбјо
- Нзара
- Иба
- Езо
- Источни Мундри
- Тамбора
- Западни Мундри
- Мволо
- Наџеро
- Мундри